# Hans Niclaus
Hans Niclaus (Lipsia, 8 marzo 1914 – Kempen, 3 settembre 1997) è stato un cestista tedesco.

## Carriera
Con la Germania ha disputato tre partite alle Olimpiadi del 1936.